# 1525 Савонлінна
1525 Савонлінна (1525 Savonlinna) — астероїд головного поясу, відкритий 18 вересня 1939 року.
Тіссеранів параметр щодо Юпітера — 3,311.
Названо на честь Савонлінна — міста та муніципалітету у Фінляндії.